# Мазикин, Егор Иванович
Егор Иванович Мазикин (26 апреля 1913, с. Мазикино, Курская губерния — 1992, Белгород) — майор Советской Армии, участник Великой Отечественной войны, Герой Советского Союза (1945).

## Биография
Егор Мазикин родился 26 апреля 1913 года в селе Мазикино (ныне — Шляховское сельское поселение Корочанского района Белгородской области). После окончания пяти классов школы работал сначала в колхозе, затем на стройках. В 1935—1938 годах служил в Рабоче-крестьянской Красной Армии. В феврале 1941 года Мазикин повторно был призван в армию. С 24 июня того же года — на фронтах Великой Отечественной войны. В боях пять раз был ранен.
К августу 1944 года капитан Егор Мазикин командовал ротой 294-го стрелкового полка 184-й стрелковой дивизии 5-й армии 3-го Белорусского фронта. Отличился во время освобождения Литовской ССР. В начале августа 1944 года рота Мазикина переправилась через Неман к северу от Алитуса и приняла активное участие в боях за захват и удержание плацдарма на его западном берегу, нанеся противнику большие потери в живой силе и боевой технике. В тот же день рота Мазикина в числе первых вышла к Государственной границе СССР с Восточной Пруссией под городом Кудиркос-Науместис.
Указом Президиума Верховного Совета СССР от 24 марта 1945 года за «мужество и героизм, проявленные в ходе Каунасской операции» капитан Егор Мазикин был удостоен высокого звания Героя Советского Союза с вручением ордена Ленина и медали «Золотая Звезда».
Участвовал в боях советско-японской войны. После её окончания продолжал службу в Советской Армии. В 1957 году в звании майора Мазикин был уволен в запас. Проживал и работал в Белгороде. Умер в 1992 году.
Был также награждён орденами Красного Знамени, Отечественной войны 1-й степени, Красной Звезды, рядом медалей.

## Память
В честь Мазикина установлен его бюст в Белгороде.